# Zawada Uszewska
Zawada Uszewska est une localité polonaise de la gmina de Gnojnik, située dans le powiat de Brzesko en voïvodie de Petite-Pologne. Celle-ci est située à environ 3 kilomètres au nord-est de Gnojnik, à 8 km au sud de Brzesko et à 52 km à l'est de la capitale régionale, Cracovie.